# Детская книга (роман Байетт)
«Детская книга» (англ. The Children’s Book) — роман английской писательницы Антонии Сьюзен Байетт, попавший в шорт-лист Букеровской премии (2009).

## Сюжет
В романе описана история нескольких связанных между собой семей, начиная с 1895 года и до конца Первой мировой войны. Поначалу жизнь героев кажется идиллической, но постепенно перед читателями раскрываются мрачные семейные тайны, и выясняется, что жизнь любой семьи гораздо сложнее, чем кажется на первый взгляд.
Семья Уэллвуд (Олив, Хамфри, сестра Олив Виолетта и многочисленные дети) — фабианцы. Они живут в окружении художников, писателей, артистов, исследуют новые способы самовыражения и отражения окружающего мира в искусстве. Их жизнь тесно переплетена с историей искусства и с жизнью общества. Вместе со всем миром герои переживают все ужасы и трагедии Первой мировой войны.
Олив, главная героиня — детская писательница. Заглавие романа отсылает к его многочисленным героям-детям — Тому, Джулиану, Филипу, Элси, Дороти, Гризельде, Флоренции, Чарльзу-Карлу, Филлис и другим, а также к сказкам, которые Олив пишет для своих детей — у каждого из них есть своя сказка, которая растет вместе с ребёнком, заполняя одну тетрадь за другой.
Судьбы многих героев романа словно воспроизводят распространенные сюжеты фольклорных и литературных сказок, таких как «Золушка» или «Ослиная шкура». В романе сильны также шекспировские мотивы — многие из героев носят имена шекспировских персонажей, и каждый год в канун Ивановой ночи Уэллвуды устраивают у себя в усадьбе костюмированный праздник и представление «Сна в летнюю ночь» Шекспира.
Ещё одна книга, часто упоминаемая в романе — «Путь паломника» Джона Бэньяна. Герои постоянно цитируют её или обращаются к её символике для выражения своих мыслей.
Очень большое место в романе занимает лондонский Музей Виктории и Альберта. Для некоторых героев романа Музей и неразрывно связанная с ним история английского декоративно-прикладного искусства и дизайна играет поистине судьбоносную роль.

## История создания
В интервью с газетой «Гардиан» Байетт рассказала: «Роман начался с мысли о том, что написание детских книг иногда плохо кончается для собственных детей писателя. Некоторые истории просто ужасны. Кристофер Робин хотя бы остался в живых. Сын Кеннета Грэма лег под поезд. А ещё Джеймс Барри. Один из его приемных сыновей утонул, и это почти наверняка было самоубийство. Меня это поразило, и я решила исследовать эту тему. Второе, что подтолкнуло меня к написанию книги — интерес к семье Эдит Несбит. Они как будто все были фабианцами и все писали волшебные сказки».

## Основные вымышленные персонажи
Уэллвуды из Кента:
- Олив Уэллвуд, жена Хамфри, мать Тома, Дороти и многих других детей, детская писательница, пишущая в основном волшебные сказки. Родилась в бедной семье шахтера на севере Англии. Все кентские Уэллвуды проживают в усадьбе «Жабья просека» в Кенте (Англия). Основной доход семьи составляют писательские гонорары Олив. Она хорошо знает британский фольклор, в том числе британские народные сказки про фей и эльфов.
- Виолетта Гримуит, сестра Олив. Ведет хозяйство в семье Уэллвудов, воспитывает детей и часто называет себя их настоящей матерью.
- Хамфри Уэллвуд, в начале романа работает в Английском банке. Муж Олив. Активист, просветитель, радетель за интересы бедняков. Публицист. Большой донжуан. И Хамфри, и Олив активно участвуют в жизни Фабианского общества.
- Дороти Уэллвуд, старшая дочь, хочет стать врачом.
- Том Уэллвуд, старший сын, любитель природы
- Филлис Уэллвуд, другая дочь, увлекается ведением домашнего хозяйства.
- Флориан Уэллвуд, брат Филлис
- Гедда Уэллвуд, ещё одна дочь, будущая суфражистка.
- Робин Уэллвуд, вечный младший ребёнок в семье
- Гарри Уэллвуд, последний из детей, рожденных Олив
- Рози, умершая во младенчестве
- Питер Уэллвуд, первый ребёнок Олив и Хамфри, также умерший во младенчестве.

Уэллвуды из Лондона:
- Бэзил Уэллвуд, брат Хамфри, преуспевающий банкир.
- Катарина Вильдфогель Уэллвуд, жена Бэзила, по национальности немка
- Чарльз-Карл Уэллвуд, их сын, анархист, учится в Итоне, а затем — в Лондонской школе экономики
- Гризельда Уэллвуд, их дочь, будущая студентка Ньюнэм-колледжа в Кембридже, исследовательница фольклора

В Музее Виктории и Альберта:
- Майор артиллерии Проспер Кейн, особый хранитель коллекции драгоценных металлов в Музее Южного Кенсингтона, будущем Музее Виктории и Альберта. Вдовец, жена-итальянка умерла родами
- Джулиан Кейн, сын майора Проспера Кейна, учится в Кембридже. Наполовину итальянец (по матери)
- Флоренция Кейн, дочь майора, названная в честь города, в котором родилась; будущая студентка Ньюнэм-колледжа в Кембридже. Наполовину итальянка (по матери)

Пэрчейз-хаус в Дандженессе (Кент):
- Бенедикт Фладд, эксцентричный художник-гончар, чью работу ценят знатоки искусства
- Серафита (урожденная Сара-Джейн), его жена, бывшая прерафаэлитская красавица, занимается вышивкой и мало чем ещё
- Герант Фладд, их сын, будущий деловой человек
- Имогена Фладд, их дочь
- Помона Фладд, их дочь, страдает лунатизмом

- Филип Уоррен, беглец с гончарной фабрики, подмастерье Бенедикта Фладда. Впервые мы видим его в романе, когда он, тайком пробравшись в Музей Виктории и Альберта, зарисовывает Глостерский канделябр.
- Элси Уоррен, сестра Филипа, которая находит его после смерти их матери и остается в доме Фладдов на положении экономки-прислуги
- Энн, дочь Элси

Соседи в Кенте:
- Василий Татаринов, русский анархист и политический эмигрант.
- Елена, его жена. Андрей и Дмитрий, его сыновья.
- Артур Доббин, неудачливый подмастерье Бенедикта Фладда — возможно, окажется удачливей в роли организатора художественных промыслов
- Август Штейнинг, театральный режиссёр
- Герберт Метли, писатель, лектор-просветитель, много внимания уделяющий «половым проблемам»
- Феба Метли, его фактическая жена
- Мэриан Оукшотт, якобы вдова, местная учительница, близкая знакомая Хамфри Уэллвуда
- Робин Оукшотт, сын Мэриан, очень похожий на Робина Уэллвуда
- Скиннеры, Лесли и Этта, тоже фабианцы. Этта — родственница Гальтонов, Веджвудов и Дарвинов, родословные древа которых тесно связаны между собой. Ходит в домотканых платьях и ездит вместе с мужем на трехколесном велосипеде.
- Пэтти Дейс — активистка, теософка, борется за права женщин
- Фрэнк Моллет, священник из соседней деревни, близкий друг Артура Доббина

Немцы:
- Ансельм Штерн, артист-марионеточник, когда-то знавший Уэллвудов в Мюнхене
- Ангела Штерн, его жена
- Вольфганг Штерн, их старший сын
- Леон Штерн, младший сын

Учителя:
- Тоби Юлгрив, старый друг Хамфри и Олив, специалист по британскому фольклору. Репетитор старших мальчиков, готовит их к поступлению в школу и университет
- Иоахим Зюскинд, молодой немец, учитель Тома и Чарльза-Карла

## Основные исторические персонажи
- Дж. М. Барри
- Руперт Брук
- Уильям Моррис
- Оскар Уайльд
- Эдуард Карпентер
- Эмма Гольдман
- Мария Стоупс
- Эммелина Панкхерст
- Степняк-Кравчинский
- Филиппа Гаррет-Фосетт
- Блумсберийцы
- Императрица Индийская
- Король Эдуард VII
- Вильгельм II

(и многие другие…)

## Интересные факты
- В истории главной героини романа прослеживаются некоторые параллели с судьбой английской детской писательницы Эдит Несбит.
- В «Детской книге» столько разных персонажей, как вымышленных, так и реальных исторических лиц, что писательнице пришлось создать таблицу в Excel, чтобы не запутаться в них, а также следить за возрастом многочисленных детей в разные годы, которые охватывает действие романа. Тем не менее она ошиблась с возрастом одной из дочерей главной героини — и получилось, что Гедде никогда не было 13 лет: ей сперва было 12, а потом сразу исполнилось 14!